# Suomalainen naisliitto
Suomalainen naisliitto är en partipolitiskt oberoende kvinnoorganisation i Finland, ansluten till Kvinnoorganisationernas centralförbund.
Suomalainen naisliitto grundades 1907 av Lucina Hagman, som i likhet med andra inom organisationen verksamma kvinnor som Maikki Friberg och Tekla Hultin var närstående det Ungfinska partiet. 
Förbundet verkade för kvinnoemancipationen genom att anordna  kurser och föreläsningar och utgav fram till 1940-talet tidskriften Naisten Ääni, för vilken Maikki Friberg var redaktör 1905–1927. Numera Naisten Ääni (Kvinnor Berättar) är en databas, som samlar berättelser också om och av svenskspråkiga kvinnor. 
Förbundet utger numera (sedan 1981) tidskriften Minna  och arrangerar ett Minna Canth-seminarium varje år. 
År 2025 hade förbundet sex lokalavdelningar med sammanlagt omkring 500 medlemmar.

## Ordförande
- 1907–1909 Tekla Hultin
- 1909–1914 Lucina Hagman (första gången)
- 1914–1922 Olga Oinola (första gången)
- 1922–1927 Lucina Hagman (andra gången)
- 1927–1932 Hilja Vilkemaa (första gången)
- 1932–1934 Olga Oinola (andra gången)
- 1934–1946 Hedvig Gebhard
- 1946–1953 Ida Sarkanen
- 1953–1969 Hilja Vilkemaa (andra gången)
- 1969–1970 Helle Kannila
- 1970–1974 Pirkko Aro
- 1974–1980 Inkeri Savolainen
- 1980–1989 Raija Virtanen
- 1989–1994 Vappu Hakkarainen
- 1994–1995 Tuula Nieminen
- 1996–1997 Paula Starck
- 1998–2001 Pirjo Norvama
- 2002–2003 Päivi Mattsoff
- 2004–2007 Marja-Riitta Tervahauta
- 2008–2009 Oili Påwals
- 2010–2014 Maija Kauppinen
- 2014–2015 Kirsti Ojala[3][4]
- 2016-2018 Leena Ruusuvuori
- 2019 Kirsti Ojala
- 2020-2023 Eva Tervonen
- 2024- Nuppu Rouhiainen